# Manucsehr Nazári
Manucsehr Nazári (perzsául: منوچهر نظری, a nemzetközi sajtóban Manouchehr Nazari; Teherán, 1942. május 10. –) iráni nemzetközi labdarúgó-játékvezető, sportvezető.

## Pályafutása

### Nemzeti játékvezetés
A játékvezetésből 1965-ben vizsgázott. Ellenőreinek, sportvezetőinek javaslatára lett az I. Liga játékvezetője. Az aktív nemzeti játékvezetéstől 1992-ben vonult vissza.

### Nemzetközi játékvezetés
Az Iráni labdarúgó-szövetség Játékvezető Bizottsága (JB) terjesztette fel nemzetközi játékvezetőnek, a Nemzetközi Labdarúgó-szövetség (FIFA) 1974-től tartotta nyilván bírói keretében. Több nemzetek közötti válogatott és klubmérkőzést vezetett, vagy működő társának partbíróként segített. Az aktív nemzetközi játékvezetéstől 1991-ben búcsúzott.
| Időpont          | Helyszín               | Mérkőzés típusa | Mérkőzés     | Eredmény | Nézők száma |
| ---------------- | ---------------------- | --------------- | ------------ | -------- | ----------- |
| 1992. október 4. | Azadi Stadion, Teherán | búcsúmérkőzés   | Irán–Kamerun | 0 – 0    | 50 000      |

#### Világbajnokság
A világbajnoki döntőhöz vezető úton Olaszországba a XIV., az 1990-es labdarúgó-világbajnokságra a FIFA JB bíróként alkalmazta. Selejtező mérkőzéseket az AFC zónában vezetett.
| Időpont           | Helyszín                   | Mérkőzés típusa           | Mérkőzés                          | Eredmény | Nézők száma |
| ----------------- | -------------------------- | ------------------------- | --------------------------------- | -------- | ----------- |
| 1989. február 10. | Városi Stadion, Iszlámábád | előselejtező (3. csoport) | Pakisztán–Egyesült Arab Emírségek | 1 – 4    | 15 000      |
| 1989. július 9.   | Yanggakdo Stadion, Phenjan | előselejtező (6. csoport) | Észak-Korea–Indonézia             | 2 – 1    | 35 000      |

## Sportvezetőként
Aktív pályafutását befejezve a FIFA JB és az AFC JB nemzetközi ellenőre. Malajziában a játékvezetés elősegítésére tanácsadóként dolgozott. 2002-től 2008-ig az Iráni Labdarúgó-szövetség Játékvezető Bizottságának elnöke.

## Szakmai sikerek
- 2000-ben és 2002-ben a nemzetközi játékvezetés hírnevének erősítése, hazájában 10 éve a legmagasabb Ligában (osztályban) folyamatosan tevékenykedő, eredményes pályafutása elismeréseként, a FIFA JB felterjesztésére az 1965-ben alapított International Referee Special Award címmel és oklevéllel tüntette ki.
- 2009-ben Malajziában aranyéremmel tüntették ki. Az Ázsiai Labdarúgó-szövetség (AFC) 30 éves játékvezetői/sportvezetői tevékenységéért „pajzsot” adományozott részére.